# Gerhard Oechsle
Gerhard Oechsle (Deggingen, 14 de octubre de 1957) es un deportista alemán que compitió para la RFA en bobsleigh en la modalidad cuádruple.
Ganó una medalla de plata en el Campeonato Mundial de Bobsleigh de 1983 y una medalla de oro en el Campeonato Europeo de Bobsleigh de 1988.

## Palmarés internacional
| Campeonato Mundial | Campeonato Mundial           | Campeonato Mundial | Campeonato Mundial |
| Año                | Lugar                        | Medalla            | Prueba             |
| ------------------ | ---------------------------- | ------------------ | ------------------ |
| 1983               | Lake Placid (Estados Unidos) | Medalla de plata   | Cuádruple          |
| Campeonato Europeo |                              |                    |                    |
| Año                | Lugar                        | Medalla            | Prueba             |
| 1988               | Sarajevo (Yugoslavia)        | Medalla de oro     | Cuádruple          |